# فرانکلین (شهرستان آلبمارل، ویرجینیا)
فرانکلین (به انگلیسی: Franklin) یک منطقهٔ مسکونی در ایالات متحده آمریکا است که در شهرستان البمارل (ویرجینیا) واقع شده‌است.